# Plumularia pulchella
Plumularia pulchella är en nässeldjursart som först beskrevs av V.S. Bale 1882.  Plumularia pulchella ingår i släktet Plumularia och familjen Plumulariidae. Inga underarter finns listade i Catalogue of Life.